# جيش الخوارزميين بين عامي 1231 و1246
الجيش الخوارزمي أو الخوارزمية هو جيش من خوارزم حافظ على نفسه كقوة من اللصوص والمرتزقة بين عامي 1231 و1246، بعد الغزو المغولي لسلالة أنوشتكين المسلمة الخوارزمية (1221) ووفاة آخر خوارزمشاه جلال الدين (1231). كان الجيش نشطًا في بلاد الجزيرة الفراتية وآسيا الصغرى (الأناضول) والشام خاصةً فلسطين وغيّر ولاءه عدة مرات للدول المسلمة، وكان يتصرف بشكل مستقل في كثير من الأحيان قبل أن يهزمه الأيوبيون ويدمروه.

معركة فوربي، من نسخة من القرن الثالث عشر من "الوقائع الكبرى" لماتيو الباريسي. يُصور الخوارزميون وهم على اليسار، ومُسمّون بـ "خوروسميني مع بابلونيسيس". في مدينة بابل (التي في القاهرة وليس بابل العراقية) على الحافة اليسرى من الصورة.

في عام 1231، كان الخوارزميون لفترة وجيزة في خدمة الحكام الأيوبيين حول بحيرة وان. بين عامي 1231 و1237، كانوا في خدمة سلطنة الروم السلجوقية وقاتلوا ضد الغزو الأيوبي في عامي 1232 و1233؛ ولعبوا دورًا في استرداد القدس من الحملة الصليبية مع الصالح أيوب. أُرغم الخوارزميون على العودة إلى الجزيرة الفراتية في عام 1237، أثناء أزمة الخلافة السلجوقية. ثم عيّنهم أمير دمشق الأيوبي. وشاركوا في الحروب الأهلية الأيوبية في الشام، وشنوا غزوات ضد أمير حلب في عامي 1240 و1241. وبعد هزيمتهم في غزوتهم الثانية، تراجعوا إلى وسط العراق وتولوا الخدمة في الخلافة العباسية. وفي وقت لاحق من عام 1241، استأجر الخوارزميون أنفسهم للأمير الزنكي في الموصل قبل العودة إلى السياسة الأيوبية الشامية. هزمهم جيش حلب سنة 1242م.
أقام الخوارزميون تحالفًا مع السلطان الأيوبي في مصر في عام 1243. وفي عام 1244، غزوا فلسطين لطرد الصليبيين، وحاصروا القدس، وهزموا التحالف المناهض لمصر في معركة غزة. وبذلك لعبوا دورًا مهمًّا في إنهاء الحكم الصليبي للأبد في القدس. وفي عام 1245، ساعدوا المصريين في الاستيلاء على دمشق. ولما لم يكونوا راضين عن مكافآتهم، حيث رأوا أنهم شكّلوا أهم قوة طردَت الصليبيين آنذاك وكُوفئوا بشكل غير عادل، ولذلك ثاروا في عام 1246 وحاصروا دمشق. فتعرضوا لهزيمة ساحقة على يد تحالف بقيادة حلب، وتفككوا كقوة موحدة.

## الخلفية

خريطة للإمبراطورية الخوارزمية (سلالة أنوشتكين) تظهر الأراضي المتأخرة لجلال الدين في الشمال الغربي. لا يظهر في الصورة قطاع غزة في الجنوب الغربي، حيث انتهى المطاف بالخوارزميين.

هُزم جيش الخوارزميين على يد المغول في معركة نهر السند عام 1221. وبجمع بقايا الجيش، أسس جلال الدين إمبراطورية في البنجاب والسند. بقي هناك لمدة ثلاث سنوات تقريبًا، وبعد ذلك ترك خلفه الحكام والقوات، وشرع في إعادة تأسيس الإمبراطورية الخوارزمية في أراضيها الأصلية وأبعد إلى الغرب في أواخر عام 1223 م. وبحسب النسائي، فقد عاد إلى كرمان مع 4000 جندي. وفي إيران، عزز جيشه بجنود كانوا موالين لوالده.
أمضى جلال الدين السنوات القليلة التالية في إرهاب جيرانه من المسيحيين والمسلمين بدلًا من محاربة المغول. حتى هُزم على يد تحالف السلاجقة والأيوبيين في معركة ياسي جمن في عام 1230 أو 1231. قبل أن يتمكن المغول من جمع المزيد من القوات، جددوا غزوهم. فرّ جلال الدين مع جيشه المتبقي أولًا إلى سهول مغان، ثم إلى ديار بكر. وهُزم على يد المغول وعانى من خسائر فادحة بالقرب من آمد. في عام 1231، قُتل على يد كردي أثناء بحثه عن ملجأ لدى شهاب الدين غازي، أمير ميافارقين.

## تكوين الجيش الخوارزمي
حوالي 12000-15000 جندي من جيش جلال الدين في ديار بكر جعلوا أنفسهم مرتزقة للعالم الإسلامي، أي يخدمون أي دولة مسلمة تُعطيهم أجرًا أعلى. ويُقدر ابن العبري عدد الذين دخلوا الخدمة في الدولة السلجوقية بعشرة آلاف، كما تتراوح التقديرات العلمية بين أربعة آلاف وخمسة وعشرين ألفًا. إذا كانت الأرقام التي قدمتها المصادر تشير إلى القوة القتالية، فإن العدد الإجمالي للخوارزميين لابد وأن يكون أكثر من 50 ألفًا حول نواة من 12 ألف جندي.
يُعرف الخوارزميون في المصادر العربية بالمصطلح الجماعي "الخوارزمية"، وكانوا من بين أوائل الوافدين (أو المستأمنين)، وهي مجموعات من الجنود اللاجئين من الشرق الذين تولوا الخدمة في الشام ومصر. في المصادر اللاتينية، يظهر اسمهم على شكل chorosmini ، choermini ، cohersmini ، corasmini ، إلخ. يشير اسمهم الجماعي إلى خدمتهم للخوارزمشاه الأخير. فهو يتجاهل الأصول القبلية المتميزة. كانوا في الغالب من القبجاق الأتراك وغيرهم من الفرسان الرعاة الذين، في ضوء تدمير المغول لوطنهم، لم يكن لديهم سبب للعودة إلى ديارهم. بالإضافة إلى القبجاق، ربما كان هناك أفراد من قبائل كانجلي وخلاج وأوغوز أتراك، وكان الأخيرون هم نفس شعب السلاجقة، الذين حلت إمبراطوريتهم السابقة في إيران محل إمبراطوريتهم الخوارزمية. سافر الجنود الخوارزميون مع عائلاتهم ومجموعة من الكتبة والفقهاء، وكان هؤلاء الأخيرون من المتعلمين من أصل إيراني في الغالب.
وانتخب أمراء الجيش حسام الدين كرخان مالك قائدًا لهم. وقد وصفه المؤرخ النسائي بأنه كان عاديًّا و"مهملًا". إن الأمراء الآخرون الذين ذكرهم ابن بيبي هم حسام الدين برك خان، ويلان بوغو، وسارو خان، وخانبردي، وسيف الدين صادق خان، وأطلس خان، وناصر الدين كوشلو خان.

## الخدمة السلجوقية

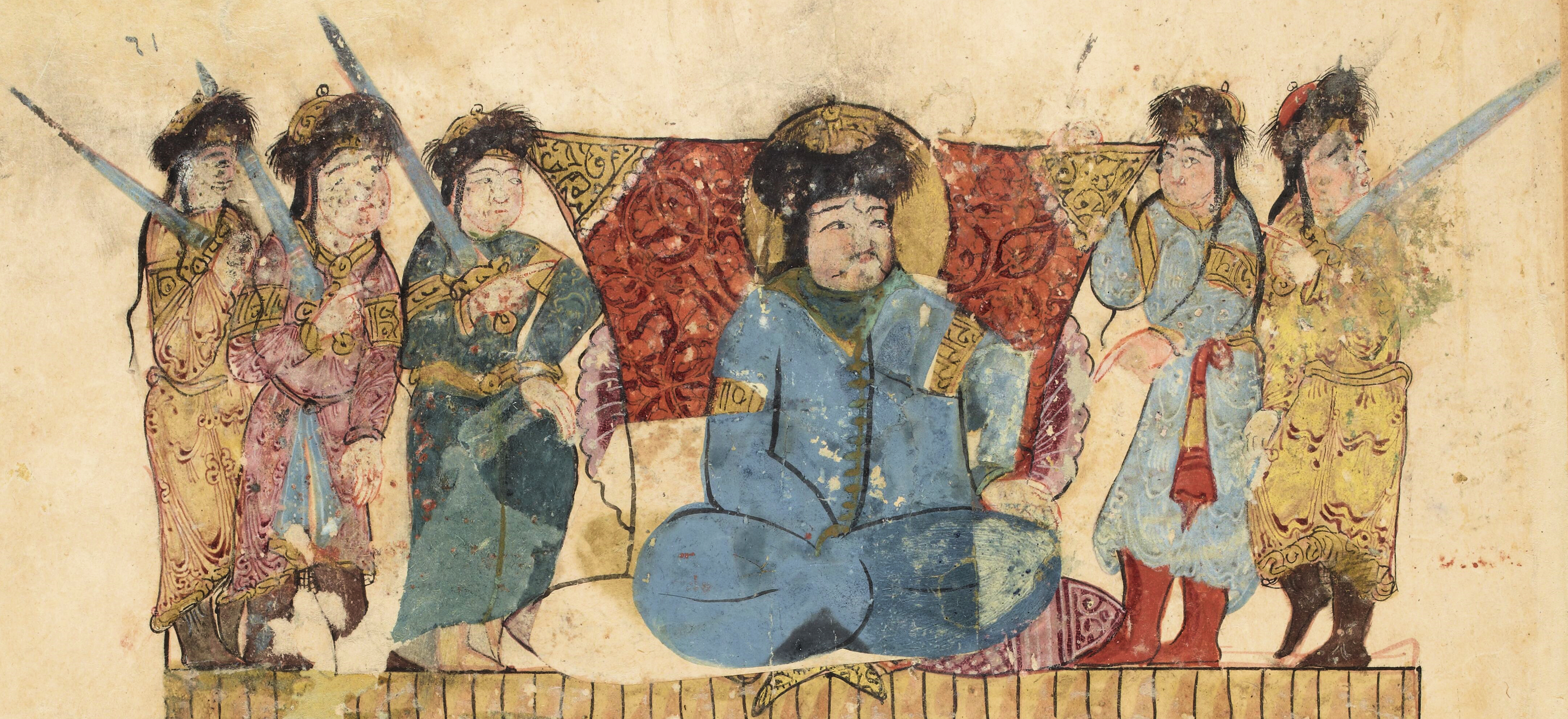
أمير تركي مع حراسه، يرتدي غطاء الرأس التركي "شربوش"، ورداءً بطول ثلاثة أرباع، وحذاءً، في مشهد الوعظ في الري في خوارزم، في إيران. من مقامات الحريري، تعود إلى عام 1237 م.

في عهد الكرخان، دخل الخوارزميون أولًا في خدمة الأميرَيْن الأيوبيين غازي من ميافارقين والأشرف من أخلاط. في عام 1231 أو 1232، قاموا بتحويل الولاء إلى عدوهم السابق الآخر، السلطان السلجوقي كيقباد الأول، من خلال قائد الحدود، سنان الدين كايماز. وفي حفل أُقيم في تطوان، تلقى كايماز قسم الولاء من كيرخان وقادة الخوارزميين الآخرين، ووزع عليهم سندات الملكية لمختلف الإقطاعات (مناطق عائدات الضرائب) في مقاطعة أرضروم الحدودية، والتي شملت حوالي 36 قلعة. مُنحَت أوسمة الشرف لـ 300 من القادة الخوارزميين.
وبعد فترة وجيزة، فُوجئت مجموعة من 4000 خوارزمي كانوا يحاولون العودة إلى خوارزم بالقرب من قرية توغتاب (دوغوداف) بـ 700 من الغزاة المغول، فهربوا إلى المناطق الداخلية السلجوقية، حيث طلبوا أراضي أكثر أمانًا. أرسلهم كايماز إلى قيصري، حيث منحهم السلطان شخصيًّا أراضي جديدة. استقبل كيرخان أرزينجان، واستقبل حسام الدين بركة خان أماسية، واستقبل الزعماء الآخرون لارندة ونيغدة من بين أماكن أخرى.
في عام 1232، غزا السلطان الأيوبي الكامل الشام السلجوقية. حارب الخوارزميون بقيادة كيرخان مع كيقباد، وفي هذه المناسبة دافعوا بنجاح عن ممرات طوروس بالقرب من حدث. وعندما ثار الأرتقيون من خرطبرت لدعم الكامل، حاول الأيوبيون إرسال تعزيزات لهم. حاصر كيقباد مع الخوارزميين القوة المنقذة في المدينة، وأجبروها على الاستسلام. وفي عام 1233، تراجع الكامل إلى مصر. في عام 1234، حاصر كيقباد آمد بينما قام الخوارزميون بغارات حول نصيبين وسنجار. حتى أنهم قيل إنهم قاموا بغارة على ماردين - على الرغم من أن الأرتوقيين في ماردين كانوا متحالفين مع السلاجقة - من أجل الانتقام لجلال الدين.
عندما توفي كيقباد في عام 1237، كان خلافته محل نزاع بين ابنه الأكبر، غياث الدين كيخسرو، وخليفته المعين، عز الدين، الذي كانت والدته أيوبية. نظرًا لأن الخوارزميين كانوا على ما يبدو غير متأكدين من الذي يدعمونه، فقد أمر رئيس وزراء كيخسرو، سعد الدين كوبك، باعتقال قادتهم. أُجبر الخوارزميون على التخلي عن السلاجقة والتراجع عبر نهر الفرات إلى الجزيرة. وبإذن الكامل قام الأمير الأيوبي الصالح أيوب بتسجيلهم في جيشه وأعطاهم أرضًا في ديار مضر. اتهم كوبك بعض الأمراء بتحريض الخوارزميين على التخلي عن الكيخسرو والانضمام إلى الأيوبيين. أُعدم الأتابك التونبه بناءً على هذه التهمة. بعد أن خطط لاغتيال كوبك في عام 1240، حاول كايخسرو استدعاء الخوارزميين، لكنهم رفضوا العودة إليه، ربما خشيوا من مؤامرة ضدهم.

## غزوات الشام وفلسطين وشرق الأردن

### غزو 1240
في عام 1239، قُبض على الصالح أيوب وسُجنه في الكرك من الناصر داود، الذي دافع عن أفعاله مدعيا أنه كان يحمي الصالح أيوب فقط من أعدائه وكان مستعدا لإطلاق سراحه وإعادته إلى السلطة. ولتحقيق هذه الغاية، طلب من الخوارزميين مهاجمة حمص وحلب. نيابة عن الأمير الأسير، قدم جمال الدين بن مطروح رسالة الناصر داود إلى بركة خان في حران. ولم يتحرك الخوارزميون على الفور، ولكن ربما كان ذلك استجابة لطلب الناصر داود عندما عبروا نهر الفرات في خريف عام 1240 وهاجموا شمال الشام. ومع ذلك، لا يوجد أي مصدر معاصر يقدم أي سبب للغزو الخوارزمي.
بلغ عدد القوات الخوارزمية الغازية حوالي 12 ألفًا. في 2 تشرين الثاني 1240، هزموا 1500 فارس بقيادة المعظم توران شاه من حلب، وفي 9 نوفمبر، أحرقوا حدود منبج. وعندما علم الأمير المنصور إبراهيم من حمص بهزيمة حلب، أرسل قواته إلى حلب، ودخل المدينة في 11 نوفمبر/تشرين الثاني. وجمع 1000 فارس من حمص ودمشق، وكان ينوي أن يستخدمهم لمواجهة الحملة الصليبية للبارونات. قبل نهاية العام، تراجع الخوارزميون إلى الجانب الآخر من نهر الفرات.

### غزو 1241
بعد انسحاب الخوارزميين، أرسلت ضيفة خاتون كمال الدين بن العديم إلى دمشق لجمع التعزيزات التي قدمها الصالح إسماعيل. وأرسل السلاجقة قواتهم أيضًا. وبحسب ابن بيبي، أمر غياث الدين كيخسرو حاكم ملطية بجمع ثلاثة آلاف رجل من حصون الحدود ونقلهم إلى حلب. عُين المنصور إبراهيم قائدًا للقوات المتحالفة.
في كانون الثاني 1241، عاد الخوارزميون، حيث أغاروا على سرمين وكفرتاب وشيزر. وفي 19 فبراير/شباط، أثناء عودتهم نحو نهر الفرات، ألقى المنصور إبراهيم القبض عليهم في الرقة. استمر القتال طوال اليوم، لكن الخوارزميين تمكنوا من عبور النهر. ثم انصرفوا إلى حران، وعبر المنصور النهر عند البيرة. وقد جرّهم إلى معركة ضارية خارج مدينة الرها في 5 نيسان. وبعد هزيمتهم انسحبوا إلى حران، وجمعوا عائلاتهم، وتوجهوا إلى عانة، التي كانت تابعة للخليفة العباسي. وفي أعقاب انتصارهم في الرها، استولى الحلبيون على ديار مضر.

### الفاصل
وفي عنا دخل الخوارزميون في خدمة العباسيين. في وقت لاحق من عام 1241، انضموا إلى بدر الدين لؤلؤ من الموصل ثم المظفر غازي من ميافرقين.  وقد أظهروا القليل من الولاء لأي من هؤلاء الحكام الاسميين واستمروا في غارات الشام. أرسلت حلب حملة عقابية ضد الخوارزميين في صفر في يوليو/تموز وأغسطس/آب 1241. وفي آب 1242، هزمتهم حملة ثانية في صفر بقيادة المنصور إبراهيم.
في عام 1243، وفقًا لابن واصل، كتب الصالح أيوب، حاكم مصر آنذاك، إلى الخوارزميين يحثهم على غزو الشام، مقابل إقطاعات واسعة النطاق في مصر. وقد أدى هذا إلى انهيار السلام الذي عقد مؤخرًا بين الأيوبيين المصريين والأيوبيين الشاميين. في أواخر الشتاء أو أوائل الربيع من عام 1244، تحالف الأيوبيون الشاميين مع مملكة القدس المسيحية ضد التحالف المصري الخوارزمي. وعادت مدينة القدس، التي كانت في أيدي المسلمين منذ عام 1239، إلى المسيحيين.

### غزو 1244

جزء من رسالة لاتينية من البطريرك روبرت المقدسي إلى البابا إينوسنت الرابع (محفوظة في سجلات ميلروز) بشأن الخوارزميين في عام 1244. يُذكر فيه "الوصول المفاجئ وغير المتوقع للخوارزميين" (subito et inopinato Corosminorum adventu) في بداية السطر السابع.

في عام 1244، بحسب المؤرخ المعاصر محمد بن إبراهيم الخزرجي، أعطى الصالح أيوب الخوارزميين محافظة دمشق بأكملها (ما عدا نابلس) إقطاعًا. وفي الوقت نفسه دخلت قبيلة القيمرية الكردية في خدمته. وكان من المقرر أن يشكل هذان الفريقان النواة الأساسية لجيش الصالح أيوب في الحروب القادمة على الشام وفلسطين والدول الصليبية هناك.
عبر الخوارزميون نهر الفرات في أوائل صيف عام 1244. وقد نُسب توقيت حركتهم إلى التوغل الذي قام به القائد المغولي ياسعور في شمال الشام. وكان عددهم 10 آلاف جندي، بما في ذلك القوات الكردية. وانقسموا إلى مجموعتين، وتقدموا إلى فلسطين عبر البقاع والغوطة. وعند اقترابهم، تراجعت القوات المتحالفة التي كانت متجمعة ضد مصر. انسحب الصالح إسماعيل من غزة، والناصر داود انسحب إلى الكرك. وتُرك الفرنجة (الصليبيون) ليواجهوهم بمفردهم.
ونتيجة لهذه التحركات، لم يواجه الخوارزميون أي معارضة تذكر في فلسطين، على الرغم من أنهم تجنبوا في الغالب المراكز السكانية الكبرى. وفي 11 تموز 1244، ظهروا أمام القدس. تعرَّضت المدينة للنهب، ولكن الحامية ظلت محاصرة في برج داود حتى 23 آب، عندما استسلمت مع تصريح مرور آمن. ومع ذلك، فشل التواصل بين القوات الأيوبية والخوارزمية، فقُتل بعض المهاجرين الأوروبيين للقدس. وكانت هذه نهاية الحكم الصليبي في القدس للأبد. سيطر الصالح أيوب على المدينة في آب. وبحسب ابن الفرات، فقد أُعطي الخوارزميون المنطقة المحيطة بالقدس إقطاعًا.
ومن القدس سار الخوارزميون إلى غزة، فأخبروا الصالح أيوب بقدومهم. ولما منعهم من دخول مصر، انتظروا جيش السلطان. هزم الجيش المشترك بقيادة ركن الدين بيبرس الصالحي القوات الشامية الفرنجية هزيمة ساحقة في معركة غزة في 17 تشرين الأول. وكانت هذه أسوأ هزيمة للصليبيين منذ معركة حطين في عام 1187. وكان الخوارزميون هم القوة المهيمنة في الجيش المنتصر. لقد اجتاحوا جزءًا كبيرًا من الأراضي الساحلية لمملكة القدس، لكنهم لم يهاجموا الأماكن المحصنة وبالتالي لم يسيطروا عليها بشكل دائم.
وبعد معركة غزة، انضم الخوارزميون إلى جيش الوزير المصري معين الدين بن الشيخ في غزة. وتوجهوا إلى بيسان قبل أن يحاصروا دمشق في عام 1245. بينما كان الجيش المصري يقصف المدينة بالمدافع الرشاشة، قام الخوارزميون بشن غارات على الريف لمنع وصول الطعام إلى المدافعين. في أيلول 1245، فكر المنصور إبراهيم في تسليم المدينة للخوارزميين. وتسلل خارج دمشق لحضور اجتماع سري مع الزعيم الخوارزمي بركة خان. ولم يحدث شيء من ذلك.

## التمرد والهزيمة والتفكك
بعد سقوط دمشق في تشرين الأول 1245، منح معين الدين الخوارزميين إقطاعًا في الشام (حول الساحل) وفلسطين، لكن الخوارزميين لم يعتبروا ذلك متناسبًا مع الوعود التي قطعها السلطان، حيث كان جُل النصر من قواتهم. وبينما كان الخوارزميون لا يزالون معسكرين حول دمشق، شنوا غارة على قرية داريا. واستعدادًا لثورة كاملة تحالفوا مع الصالح إسماعيل والناصر داود وعز الدين أيبك المعظمي. حتى أنهم كتبوا إلى قائدهم السابق ركن الدين الذي كان يقود القوات المتبقية في غزة. اتُهم ركن الدين على الفور بالتآمر مع الخوارزميين، واُستُدعي إلى مصر حيث سُجن.
في أواخر شهر آذتر عام 1246، حاصر الخوارزميون دمشق. وفقًا لابن الدواداري، فإن خيانة الخوارزميين والقيمرية دفعت الصالح أيوب إلى شراء "عدد من المماليك الأتراك أكبر من عدد الذين اشتراهم السلاطين السابقين مجتمعين" حتى أصبحوا يشكلون أغلبية جيشه.
وعندما علم الخوارزميون أن المنصور إبراهيم والناصر يوسف الحلبي قد تحالفا ضدهم، والذي حصل ربما بناءً على تحريض من الصالح أيوب، كسروا حصار دمشق وساروا شمالًا. وفي 18 أيار 1246م، التقى التحالفان في معركة قرب القصب على حافة بحيرة حمص، حيث سُحق الخوارزميون وحلفاؤهم. قُتل بركة خان وأُعطي رأسه لشمس الدين لؤلؤ الأميني، الذي علقه على باب قلعة حلب.
لقد تشتت الخوارزميون بسبب هذه الهزيمة. وبقوا فرقة صغيرة مع الصالح إسماعيل وحصلوا على اللجوء لدى الناصر يوسف في حلب. وفرّت مجموعة أخرى إلى البلقاء فاستأجرها الناصر داود. فأرسل السلطان على الفور جيشًا بقيادة فخر الدين بن الشيخ ضد الناصر داود في الأول من أيلول 1246، هُزم الناصر داود والخوارزميون في معركة السلط. وتوجه الناجون إلى الكرك حيث حُوصروا. رُفع الحصار بعد أن وافق الناصر على تسليم الخوارزميين إلى فخر الدين، الذي سجلهم في جيشه. وانتهى بهم الأمر في مصر. انضمت مجموعة أخرى من الخوارزميين الأتراك بقيادة كوشلو خان إلى المغول في بلاد الرافدين.
ورغم أن عام 1246 يمثل الاختفاء الفعلي للخوارزميين من المصادر العربية، فإنهم ظهروا مرة أخرى في أعمال المؤرخ رشيد الدين بعد أكثر من عقد من الزمان. ويسجل أن بعض أمراء جلال الدين السابقين قدموا إلى مصر في عهد السلطان المملوكي قطز (1259-1260)، فأعطوهم الهدايا واستعانوا بهم للحصول على المعلومات الاستخباراتية. عندما طالب المغول مصر بالجزية في عام 1260، نصح الأمير الخوارزمي ناصر الدين محمد الكيموري قطز بأنهم لن يوفوا بكلمتهم فاختار قطز القتال. شاركت مجموعة من الخوارزميين الذين فروا إلى العراق وانضموا إلى جيش الإلخانات في معركة عين جالوت عام 1260 م. وهذا هو ظهورهم الأخير في السجل التاريخي.

## ملحوظات
1. ↑  Lewis 1987، صفحة 289.
2. ↑  Jackson 1990، صفحات 45 & 50; Jackson 2017، صفحات 80–81.
3. ↑  Boyle 1979، صفحة 127; Buniyatov 2015، صفحة 130.
4. ↑  Runciman 1954، صفحة 249; Jackson 2017، صفحات 81–82.
5. ↑  Jackson 2017، صفحات 81–82. The period between his flight to India and his death is covered in detail in Boyle 1968، صفحات 322–335 For his sack of Tbilisi, see p. 328.
6. ↑  Humphreys 1977، صفحة 219 (9 August 1230 [25 Ramadan 627]); Cahen 1968، صفحة 130 (29 July 1231 [25 Ramadan 628]).
7. ↑  Humphreys 1977، صفحة 220.
8. ↑  Humphreys 1977، صفحة 220; Richards 2008، صفحة 310 n18.
9. ↑  Humphreys 1977، صفحة 233 (12,000); Muratbaevich Abdirimov 2021، صفحة 51 (12,000); Jackson 2017، صفحة 82 (15,000).
10. ↑  Muratbaevich Abdirimov 2021، صفحة 51.
11. 1 2  Griffel 2021، صفحات 60–61.
12. ↑  Ayalon 2002; Satō 1986، صفحة 94.
13. ↑  Franchini 2007، صفحة 92.
14. ↑  Hillenbrand 2006، صفحة 125.
15. 1 2  Buniyatov 2015، صفحة 153.
16. ↑  Griffel 2021، صفحة 60; Jackson 2017، صفحة 82.
17. ↑  Muratbaevich Abdirimov 2021، صفحة 50.
18. ↑  Buniyatov 2015، صفحة 153; Humphreys 1977، صفحة 270.
19. ↑  Buniyatov 2015، صفحة 153; Muratbaevich Abdirimov 2021، صفحة 51.
20. ↑  Hillenbrand 2010، صفحة 118, note 10.
21. 1 2  Cahen 1968، صفحة 131; Cahen 2001، صفحات 62–63.
22. ↑  Buniyatov 2015، صفحة 153, dates their change of allegiance to August 1231. Muratbaevich Abdirimov 2021، صفحة 51, places it in 1232.
23. ↑  Humphreys 1977، صفحة 233; Cahen 1968، صفحة 131.
24. 1 2  Cahen 1968، صفحة 131; Cahen 2001، صفحات 62–63; Muratbaevich Abdirimov 2021، صفحة 51.
25. ↑  Humphreys 1977، صفحة 223.
26. ↑  Cahen 2001، صفحة 63.
27. ↑  Cahen 1968، صفحة 132.
28. ↑  Cahen 2001، صفحة 64; Cahen 1940، صفحة 646.
29. ↑  Cahen 2001، صفحة 64.
30. ↑  Cahen 1968، صفحة 133.
31. ↑  Cahen 1968، صفحة 133, writes "chief", but Humphreys 1977، صفحة 233, writes "chiefs".
32. ↑  Cahen 1968، صفحة 133, writes that "the Khwārizmians, thrusting aside the Seljukid armies, retreated across the Euphrates." Humphreys 1977، صفحة 233, writes that Kaykhusrau "forced them to flee".
33. ↑  Humphreys 1977، صفحات 233–234; Cahen 1968، صفحات 133–134.
34. ↑  Cahen 1968، صفحة 134.
35. ↑  Humphreys 1977، صفحة 262.
36. ↑  Humphreys 1977، صفحة 269.
37. ↑  Humphreys 1977، صفحة 269, suggests that "it may have been purposeless marauding, inspired by this people's essential rootlessness".
38. ↑  Humphreys 1977، صفحات 269–270, 311.
39. ↑  Humphreys 1977، صفحة 270, writes that late in the year "the invaders retreated back across the Euphrates unopposed," but Cahen 1968، صفحة 134, writes of "the victory that was gained over the Khwarizmians" in November 1240
40. 1 2 3  Humphreys 1977، صفحة 270.
41. ↑  Humphreys 1977، صفحات 270–271.
42. ↑  Humphreys 1977، صفحة 271.
43. ↑  Humphreys 1977، صفحات 273, 284.
44. ↑  Humphreys 1977، صفحة 273.
45. 1 2  Humphreys 1977، صفحة 274.
46. ↑  The letter is cited in Marshall 1987، صفحة 37.
47. 1 2  Satō 1997، صفحات 51–52.
48. 1 2  Jackson 2017، صفحة 84.
49. ↑  Humphreys 1977، صفحات 274–275.
50. ↑  Jackson 1987، صفحة 56.
51. 1 2 3  Humphreys 1977، صفحة 275.
52. ↑  Humphreys 1977، صفحة 275; Jackson 2007، صفحة 17 (who dates the sack to 11 August)
53. ↑  Schein 2006، صفحة 660; May 2012، صفحات 157–158.
54. ↑  Schein 2006، صفحة 660.
55. ↑  Satō 1986، صفحة 94; Satō 1997، صفحة 99.
56. ↑  Humphreys 1977، صفحات 275, 284.
57. ↑  Burgtorf 2006; May 2012، صفحات 157–158.
58. ↑  According to Marshall 1987، صفحة 201, citing the Estoire d'Eracles, there were 20,000 Khwarazmians as against 7,000 others.
59. ↑  Marshall 1987، صفحة 296.
60. ↑  Humphreys 1977، صفحات 276–277.
61. ↑  Humphreys 1977، صفحات 284–285; Satō 1986، صفحة 94.
62. ↑  Humphreys 1977، صفحات 284–285.
63. ↑  Humphreys 1977، صفحة 285, considers it hard to credit the rumour of Rukn al-Din's involvement, since he could not have gained much from an alliance with the Khawarazmians.
64. ↑  Humphreys 1977، صفحة 285.
65. ↑  Humphreys 1977، صفحات 286–287.
66. ↑  Humphreys 1977، صفحة 287.
67. ↑  Humphreys 1977، صفحات 289–290.
68. 1 2 3  Buniyatov 2015، صفحات 158–159.

## فهرس
- Ayalon، David (1951). "The Wafidiya in the Mamluk Kingdom". Islamic Culture. ج. 25: 91–104.
- Ayalon, David (2002). "Wāfidiyya". In Bearman, P. J.; Bianquis, Th.; Bosworth, C. E.; van Donzel, E.; Heinrichs, W. P. (eds.). The Encyclopaedia of Islam, New Edition, Volume XI: W–Z (بالإنجليزية). Leiden: E. J. Brill. pp. 26–27. ISBN:90-04-12756-9.
- Boyle، John Andrew (1968). "Dynastic and Political History of the Īl-Khāns". في J. A. Boyle (المحرر). The Cambridge History of Iran. Cambridge University Press. ج. 5: The Saljuq and Mongol Periods. ص. 303–421.
- Boyle، John Andrew (1979). "Jalal al-Din Khwarazm-Shah in the Indus Valley". Sind Quarterly. ج. 7 ع. 3: 28–32.
- Buniyatov، Z. M. (2015) [1999]. A History of the Khorezmian State Under the Anushteginids, 1097–1231. ترجمة: Ali Efendiyev. International Institute for Central Asian Studies. مؤرشف من الأصل في 2025-02-09.
- Burgtorf، Jochen (2006). "Forbie, Battle of (1244)". في Alan V. Murray (المحرر). The Crusades: An Encyclopedia. ABC-CLIO. ج. 2: D–J. ص. 449.
- Cahen، Claude (1940). La Syrie du nord à l'époque des croisades et la principauté franque d'Antioche. Études arabes, médiévales et modernes. P. Geuthner. ISBN:9782351594186. مؤرشف من الأصل في 2025-04-28.
- Cahen، Claude (1968). Pre-Ottoman Turkey: A General Survey of the Material and Spiritual Culture and History, c. 1071–1330. ترجمة: J. Jones-Williams. Taplinger.
- Cahen، Claude (1969). "The Turks in Iran and Anatolia Before the Mongol Invasions" (PDF). في R. L. Wolff؛ H. W. Hazard (المحررون). A History of the Crusades. University of Wisconsin Press. ج. 2: The Later Crusades, 1189–1311. ص. 660–692.
- Cahen، Claude (2001) [1988]. The Formation of Turkey: The Seljukid Sultanate of Rūm: Eleventh to Fourteenth Century. ترجمة: Peter Malcolm Holt. Longman.
- Franchini، Enzo (2007). "¡Ay, Iherusalem!: Ediciones paleográfica y experimental". Incipit. ج. 27: 69–111.
- Gibb، H. A. R. (1969). "The Aiyūbids" (PDF). في R. L. Wolff؛ H. W. Hazard (المحررون). A History of the Crusades. University of Wisconsin Press. ج. 2: The Later Crusades, 1189–1311. ص. 693–714.
- Griffel، Frank (2021). The Formation of Post-Classical Philosophy in Islam. Oxford University Press.
- Hillenbrand، Carole (2006). "Ayyūbids". في Alan V. Murray (المحرر). The Crusades: An Encyclopedia. ABC-CLIO. ج. 1: A–C. ص. 123–128.
- Hillenbrand، Robert (1 يناير 2010). "The Schefer Ḥarīrī: A Study in Islamic Frontispiece Design". Arab Painting: 117–134. DOI:10.1163/9789004236615_011. ISBN:978-90-04-23661-5.
- Humphreys، R. Stephen (1977). From Saladin to the Mongols: The Ayyubids of Damascus, 1193–1260. State University of New York Press.
- Jackson، Peter (1987). "The Crusades of 1239–41 and Their Aftermath". Bulletin of the School of Oriental and African Studies, University of London. ج. 50 ع. 1: 32–60. DOI:10.1017/s0041977x00053180. S2CID:161747361.
- Jackson، Peter (1990). "Jalāl al-Dīn, the Mongols, and the Khwarazmian Conquest of the Panjāb and Sind". Iran. ج. 28: 45–54. DOI:10.2307/4299834. JSTOR:4299834.
- Jackson، Peter، المحرر (2007). The Seventh Crusade, 1244–1254: Sources and Documents. Ashgate.
- Jackson، Peter (2017). The Mongols and the Islamic World: From Conquest to Conversion. Yale University Press.
- Lewis، Suzanne (1987). The Art of Matthew Paris in the Chronica Majora. University of California Press.
- Marshall، Christopher John (1987). Warfare in the Latin East, 1192–1291 (PhD diss.). University of London. بروكويست 10090132
- May، Timothy (2012). The Mongol Conquests in World History. Reaktion Books.
- Muratbaevich Abdirimov، Bekzod (2021). "Fate of Khwarazmians Who Remained in Anatolia After the Death of Khwarazmshah Jalal-al-Din Mengübirti". International Journal of Humanities and Education. ج. 7 ع. 15: 48–68. مؤرشف من الأصل في 2024-12-03.
- Richards, Donald S. (1995). "al-Malik al-Ṣāliḥ ʿImād al-Dīn". In Bosworth, C. E.; van Donzel, E.; Heinrichs, W. P.; Lecomte, G. (eds.). The Encyclopaedia of Islam, New Edition, Volume VIII: Ned–Sam (بالإنجليزية). Leiden: E. J. Brill. pp. 987–988. ISBN:90-04-09834-8.
- Richards, Donald S. (1995). "al-Malik al-Ṣāliḥ Nadjm al-Dīn Ayyūb". In Bosworth, C. E.; van Donzel, E.; Heinrichs, W. P.; Lecomte, G. (eds.). The Encyclopaedia of Islam, New Edition, Volume VIII: Ned–Sam (بالإنجليزية). Leiden: E. J. Brill. pp. 988–989. ISBN:90-04-09834-8.
- Richards، Donald S.، المحرر (2008). The Chronicle of Ibn al-Athīr for the Crusading Period from al-Kāmil fīʾl-taʾrīkh, Part 3: The Years 589–629/1193–1231: The Ayyübids after Saladin and the Mongol Menace. Crusade Texts in Translation, 17. Ashgate.
- Runciman، Steven (1954). A History of the Crusades. Cambridge University Press. ج. 3: The Kingdom of Acre and the Later Crusades.
- Satō، Tsugitaka (1986). "Iqṭāʿ Policy of Sultan Baybars I". Orient. ج. 22: 85–104. DOI:10.5356/orient1960.22.85. مؤرشف من الأصل في 2024-07-07.
- Satō، Tsugitaka (1997). State and Rural Society in Medieval Islam: Sultans, Muqtaʿs and Fallahun. E. J. Brill.
- Schein، Sylvia (2006). "Jerusalem, City of". في Alan V. Murray (المحرر). The Crusades: An Encyclopedia. ABC-CLIO. ج. 2: D–J. ص. 656–661.